# The E.N.D. World Tour
The E.N.D. World Tour – czwarta trasa koncertowa amerykańskiej grupy  The Black Eyed Peas promująca piąty album The E.N.D (2009). Trasa rozpoczęła się 15 września 2009 roku, a zakończyła się 13 listopada 2010 roku. Prawdopodobnie zespół w 2010 roku odwiedzi Europe, Amerykę Północną, Amerykę Południową i części Azji.
Koncerty w 2009 roku:
- Japonia - 6 koncertów
- Nowa Zelandia - 1 koncert
- Australia - 7 koncertów

## Daty koncertów
| Data                 | Miasto    | Kraj          | Miejsce                       |
| -------------------- | --------- | ------------- | ----------------------------- |
| Japonia              |           |               |                               |
| 15 września 2009     | Hamamatsu | Japonia       | Hamamatsu Arena               |
| 18 września 2009     | Nagoja    | Japonia       | Nippon Gaishi Hall            |
| 19 września 2009     | Chiba     | Japonia       | Makuhari Messe                |
| 21 września 2009     | Osaka     | Japonia       | Osaka-jō Hall                 |
| 22 września 2009     | Kobe      | Japonia       | Kobe World Memorial Hall      |
| 23 września 2009     | Saitama   | Japonia       | Saitama Super Arena           |
| Australia i Oceania  |           |               |                               |
| 1 października 2009  | Brisbane  | Australia     | Brisbane Entertainment Centre |
| 2 października 2009  | Sydney    | Australia     | Acer Arena                    |
| 3 października 2009  | Sydney    | Australia     | Acer Arena                    |
| 5 października 2009  | Adelaide  | Australia     | Adelaide Entertainment Centre |
| 6 października 2009  | Melbourne | Australia     | Rod Laver Arena               |
| 7 października 2009  | Melbourne | Australia     | Rod Laver Arena               |
| 10 października 2009 | Perth     | Australia     | Burswood Dome                 |
| 13 października 2009 | Auckland  | Nowa Zelandia | Vector Arena                  |